# Programme Polaris

Logo de Polaris.

Le programme Polaris est un programme de vol spatial habité privé organisé par Jared Isaacman.
Il est annoncé en février 2022 et comprend pour commencer trois missions : deux missions à bord de Crew Dragon, dont la première, Polaris Dawn, qui devait initialement se dérouler en 2022, et une mission à bord du Starship.
En septembre 2022, le programme Polaris indique signer un accord avec la NASA et SpaceX pour mener une étude de six mois en vue de rehausser l'orbite et d'assurer la desserte du télescope spatial Hubble avec un Crew Dragon.

## Historique des vols

### Crew Dragon
| Vol n° | Mission                                                                       | Insigne | Capsule         | Lancement         | Retour            | Équipage                                            | Résultat |
| ------ | ----------------------------------------------------------------------------- | ------- | --------------- | ----------------- | ----------------- | --------------------------------------------------- | -------- |
| 1      | Polaris Dawn                                                                  |         | C207 Resilience | 10 septembre 2024 | 15 septembre 2024 | Jared Isaacman Scott Poteet Sarah Gillis Anna Menon | Succès   |
| 1      | Premier vol du Programme Polaris. Première activité extra-vehiculaire privée. |         |                 |                   |                   |                                                     |          |
| 2      | Polaris 2                                                                     |         |                 | TBD               |                   | À annoncer                                          | Prévu    |
| 2      | ...                                                                           |         |                 |                   |                   |                                                     |          |

### Starship
La mission Polaris 3 sera le premier vol habité du Starship.
| Vol n° | Mission   | Insigne | Vaisseau | Lancement | Retour | Équipage   | Résultat |
| ------ | --------- | ------- | -------- | --------- | ------ | ---------- | -------- |
| 1      | Polaris 3 |         |          | TBD       |        | À annoncer | Prévu    |
| 1      | ...       |         |          |           |        |            |          |